# Richard Karp
Richard Manning Karp (ur. 3 stycznia 1935) – amerykański informatyk, za wkład w rozwój teorii obliczeń otrzymał nagrodę Turinga w 1985 roku. Laureat pierwszej nagrody EATCS za rok 2000. W 2008 roku otrzymał Nagrodę Kioto w dziedzinie zaawansowanych technologii.